# Cúp bóng đá Bulgaria 1946
Cúp bóng đá Bulgaria 1946 là mùa giải thứ sáu của Cúp bóng đá Bulgaria (trong giai đoạn này có tên là Cúp Quân đội Xô-viết). Levski Sofia giành chức vô địch khi đánh bại Chernolomets Popovo 4–1 trong trận chung kết tại Sân vận động Yunak ở Sofia.

## Vòng Một
| Đội 1                    | Tỉ số | Đội 2               |
| ------------------------ | ----- | ------------------- |
| Zavod G. Dimitrov Sliven | 0–3   | Chernomorets Burgas |
| Chernolomets Popovo      | 3–0   | Yantra Gabrovo      |
| Lokomotiv Plovdiv        | 8–1   | Pirin Blagoevgrad   |
| Belite orli Pleven       | 4–2   | Etar Veliko Tarnovo |
| Lokomotiv Ruse           | 4–2   | Dorostol Silistra   |
| Bdin Vidin               | 3–0   | Lokomotiv Mezdra    |
| Dobrudzha Dobrich        | 1–0   | Cherno More Varna   |
| Levski Sofia             | 7–0   | Hebros Harmanli     |

## Tứ kết
| Đội 1               | Tỉ số             | Đội 2               |
| ------------------- | ----------------- | ------------------- |
| Chernolomets Popovo | 3–1               | Belite orli Pleven  |
| Lokomotiv Plovdiv   | 2–0               | Chernomorets Burgas |
| Bdin Vidin          | 0–1               | Levski Sofia        |
| Dobrudzha Dobrich   | 1–1 (aet) 0–1 (R) | Lokomotiv Ruse      |

## Bán kết
| Đội 1               | Tỉ số             | Đội 2          |
| ------------------- | ----------------- | -------------- |
| Lokomotiv Plovdiv   | 0–3               | Levski Sofia   |
| Chernolomets Popovo | 1–1 (aet) 3–2 (R) | Lokomotiv Ruse |

## Chung kết

### Chi tiết
| Levski Sofia                               | 4−1 | Chernolomets Popovo |
| ------------------------------------------ | --- | ------------------- |
| Laskov 8', 31', 40' · Nikushev 80' (ph.đ.) |     | St. Petrov 67'      |

| Levski | Chernolomets |